# Monanthes atlantica
Monanthes atlantica là một loài thực vật có hoa trong họ Crassulaceae. Loài này được J. Ball miêu tả khoa học đầu tiên năm 1873.